# محمد عرفان (سياسي)
محمد عرفان (بالإنجليزية: Mohammad Irfan)‏ هو سياسي هندي، ولد في 22 أغسطس 1951 في الهند، وتوفي في 10 مارس 2016 في نفس البلد. حزبياً، نشط في سماجوادي. وقد انتخب عضو الجمعية التشريعية في أتر برديش ‏.